# Mijnmonument (Geleen)
Het Mijnmonument is een gedenkmonument in Geleen in de Zuid-Limburgse gemeente Sittard-Geleen. Het monument staat in het plantsoen van het Mauritspark in de wijk Lutterade ten westen van de spoorlijn Maastricht - Venlo aan de noordoostrand van Chemelot. Op zo'n 100 meter naar het westen bevond zich vroeger de hoofdingang van de Staatsmijn Maurits.
Op ongeveer 100 meter naar het noorden staat het Barbaramonument en op ongeveer 175 meter naar het noordoosten het Mozaïekmonument Mijn Maurits.
Het monument is een gemeentelijk monument.

## Geschiedenis
Vanaf 1915 werd er in Geleen-Lutterade steenkool ontgonnen in de steenkolenmijn Staatsmijn Maurits.
In 1937 werd in het Mauritspark een monument opgericht naar het ontwerp van Eugène Quanjel met reliëfs van Mathieu van Thoor.
In 2008 werd het monument aangewezen als gemeentelijk monument.

## Constructie
Het monument is vormgegeven in donkerrode baksteen en bestaat uit een lange gebogen lage muur waarbij op de uiteindes rechthoekige reliëftableaus zijn geplaatst. De lage muur heeft zes verhogingen die lijken op een soort brede kantelen. De rechthoekige reliëftableaus worden omgeven door een bakstenen omlijsting, waarbij de beide reliëfs bestaan uit verschillende vierkante keramieke blokken in een paars-rode kleur. Het linker reliëftableau is een weergave van de landbouw en toont een boer met zijn kar met bossen stro die getrokken wordt door twee paarden. Het rechter reliëftableau is een weergave van de mijnindustrie en toont een tij mijnwerkers die met schoppen en lantaarns naar de mijn lopen.